# 2012: Ice Age
2012: Ice Age è un film del 2011 diretto da Travis Fort.

## Trama
In Islanda un'eruzione vulcanica provoca lo spostamento dei ghiacciai con abbassamento delle temperature e un iceberg di enormi dimensioni minaccia la distruzione di tutta l'America del Nord, Bill Hart un padre di famiglia cerca in tutti i modi di salvare la vita ai suoi famigliari prima della catastrofe.

## Sequel
Il film fa parte di una trilogia composta anche da 2012: Doomsday e 2012: Supernova.